# Kuntheria pedunculata
Kuntheria pedunculata (F.Muell.) Conran & Clifford – gatunek niskich roślin jawnopączkowych z monotypowego rodzaju Kuntheria z rodziny zimowitowatych, endemiczny dla północno-wschodniego Queensland w Australii, gdzie zasiedla lasy deszczowe na wysokości od 40 do 1260 m n.p.m.
Nazwa naukowa rodzaju została nadana na cześć Carla Kuntha, niemieckiego systematyka i autora prac botanicznych o roślinach Nowego Świata; epitet gatunkowy w języku łacińskim odnosi się do pędu kwiatostanowego (pedunculus), na którym wyrasta kwiatostan.

## Morfologia
ŁodygaZgrubiałe, poziome kłącze. Pęd naziemny rozgałęziony, zdrewniały, osiągający długość 2 metrów.
LiścieUlistnienie naprzeciwległe. Liście krótkoogonkowe, jajowato-eliptyczne, o wymiarach 6–18×2–6 cm. Ogonki liściowe rowkowane doosiowo.
KwiatyKwiaty zebrane w wierzchołkowy baldach. Okwiat różowy. Listki okwiatu o długości 7–9 mm. Pręciki o długości 6–8 mm. W fazie pąku każdy listek okwiatu jest zwinięty wokół słupka. Zalążnia o średnicy 3–4 mm. Szyjka słupka wierzchołkowo trójkrotnie rozwidlona, o długości 1–2 mm.
OwoceOkrągło-podługowate, nieco mięsiste torebki. Nasiona z mięsistym elajosomem, białe, nieregularne.
GenetykaLiczba chromosomów 2n=14.

## Systematyka
Według Angiosperm Phylogeny Website (aktualizowany system APG IV z 2016) gatunek należy do monotypowego rodzaju Kuntheria, zaliczanego do plemienia Tripladenieae w rodzinie zimowitowatych (Colchicaceae), która należy do rzędu liliowców (Liliales).
Typ nomenklatoryczny nie został wskazany.